# Diecezja Franca
Diecezja Franca (łac. Dioecesis Francopolitana) – diecezja Kościoła rzymskokatolickiego w Brazylii. Należy do metropolii Ribeirão Preto wchodzi w skład regionu kościelnego Sul 1. Została erygowana przez papieża Pawła VI bullą Quo aptius w dniu 20 lutego 1971.